# Xã Manitou, Quận Mountrail, Bắc Dakota
Xã Manitou (tiếng Anh: Manitou Township) là một xã thuộc quận Mountrail, tiểu bang Bắc Dakota, Hoa Kỳ. Năm 2010, dân số của xã này là 98 người.